# Griquas
Griquas (dawniej Griqualand West) – południowoafrykański zespół rugby union z siedzibą w mieście Kimberley po raz pierwszy powołany w 1886 roku i występujący w ogólnokrajowych rozgrywkach Currie Cup i Vodacom Cup, kilkukrotny triumfator obu tych zawodów.

## Historia
Region jest jedną z kolebek rugby w Południowej Afryce, bowiem pierwszym międzymiastowym pojedynkiem było starcie Kimberley z Bloemfontein w lipcu 1881 roku, w Kimberley odbył się także pierwszy międzyregionalny turniej w 1885 roku. Griqualand West Rugby Football Union został powołany 6 lutego 1886 roku, wkrótce brał udział w założeniu krajowego związku rugby, który zadecydował o stworzeniu oficjalnych ogólnokrajowych rozgrywek. Pierwsza edycja miała miejsce w 1889 roku, zaś trzy lata później zostały one przekształcone w Currie Cup. Ich nazwa pochodziła od pucharu, który ówczesny zespół Griqualand West przekazał krajowemu związkowi, otrzymawszy go od reprezentantów Wysp Brytyjskich za stawienie największego oporu podczas ich tournée w 1891.
Po raz pierwszy zespół triumfował w Currie Cup w roku 1899, zawody jednak nie były najsilniej obsadzone, powtórzył ten sukces jeszcze w latach 1911 i 1970. Oprócz tego jeszcze dwukrotnie drużyna docierała do półfinałów – w 1979 i 1998 roku. Po utworzeniu Vodacom Cup – trzeciego poziomu rozgrywek – Griquas pięciokrotnie rozstrzygnęli finał na swoją korzyść. W obu tych rozgrywkach zespół reprezentuje obszar Prowincji Przylądkowej Północnej.
Rekordzistą pod względem występów jest André van Wyk (161), natomiast najwięcej punktów w barwach zespołu zdobył Edrich Lubbe (719). Reprezentantami kraju związanymi z Griquas byli między innymi Bjorn Basson, Riaan Viljoen, Devon Raubenheimer oraz Willie le Roux.

## Sukcesy
- Currie Cup (3): 1899, 1911, 1970
- Vodacom Cup (5): 1998, 2005, 2007, 2009, 2014